# Plegapteryx titia
Plegapteryx titia är en fjärilsart som beskrevs av Druce 1899. Plegapteryx titia ingår i släktet Plegapteryx och familjen mätare. Inga underarter finns listade i Catalogue of Life.